# Pentacarbonilo de hierro
El pentacarbonilo de hierro, Fe(CO)5,  también conocido como hierro pentacarbonilo (traducción literal del inglés) o carbonilo de hierro, es un líquido aceitoso que se descompone al exponerse a la luz, soluble en solventes orgánicos, que se utiliza como una fuente de un catalizador de hierro puro y de los núcleos del imán. En condiciones normales es un líquido que fluye libremente, de color paja con un olor acre. Este compuesto es un precursor común a diversos compuestos de hierro, incluyendo muchos que son útiles en la síntesis orgánica. El Fe(CO)5 se prepara por la reacción de partículas finas de hierro con monóxido de carbono. Además, no es muy caro.
En 1891, el químico francés Marcellin Berthelot y el británico de origen alemán Ludwig Mond descubrieron simultáneamente de forma independiente el pentacarbonilo de hierro.

## Síntesis y obtención
El hierro totalmente puro (y finamente dividido), reacciona a temperatura ambiente y 1 bar de presión con el monóxido de carbono para dar el pentacarbonilo de hierro, pero a escala industrial, se usan condiciones un poco más fuertes.
La producción industrial de este compuesto es algo similar al proceso Mond, en que el metal se trata con monóxido de carbono para dar un gas volátil. En el caso de pentacarbonilo de hierro, la reacción es más lenta. Es necesario el uso de una esponja de hierro como material de partida, y unas condiciones de reacción más duras, de 5-30 MPa (50-300 bares) y 150-200 °C.
{\displaystyle \mathrm {Fe+5\ CO\ \rightarrow \ Fe(CO)_{5}} }

## Propiedades
El pentacarbonilo de hierro es uno de los carbonilos metálicos homolépticos; es decir, el CO es el único ligando que compleja el hierro. Otros ejemplos incluyen el Cr(CO)6 (octaédrico) y el Ni(CO)4 (tetraédrico). La mayoría de los carbonilos metálicos tienen 18 electrones de valencia (cumpliendo la regla de los 18 electrones) y el Fe(CO)5 no es un excepción, con 8 electrones de valencia del átomo de Fe y cinco pares de electrones suministrados por los ligandos CO. Como reflejo de su estructura simétrica y la neutralidad de carga, el Fe(CO)5 es volátil, y es uno de los complejos metálicos líquidos más frecuentemente encontrados. Adopta una estructura de bipirámide trigonal, con el átomo de Fe rodeado por cinco ligandos CO: tres en posiciones ecuatoriales y dos unidos axialmente. Los enlaces Fe-C-O son cada uno lineal (180°).
Debido a la pseudorrotación de Berry, las posiciones axiales y ecuatoriales de los carbonilos (CO), son intercambiables:

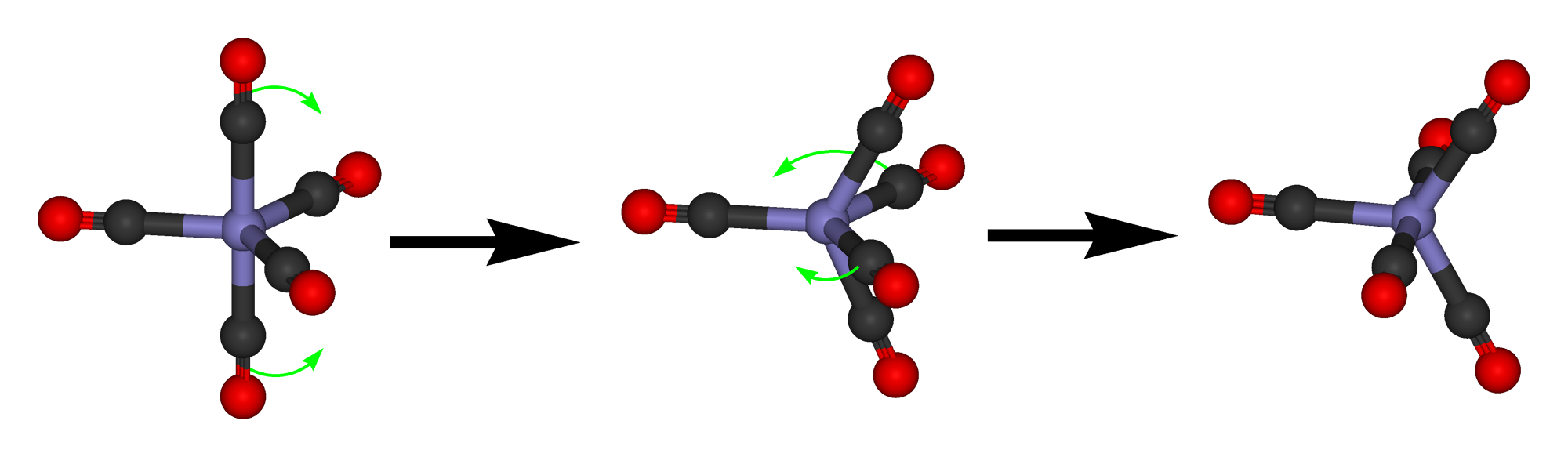

## Reactividad

### Reacción de sustitución
Miles de compuestos se derivan del pentacarbonilo de hierro por un mecanismo de reacción de sustitución. La sustitución del CO por otros ligandos (bases de Lewis), L, para dar derivados Fe(CO)5-xLx es característica. Las bases de Lewis más usadas con este compuesto incluyen isocianuros, fosfinas y arsinas terciarias y alquenos. Por lo general, estos ligandos desplazan a sólo uno o dos ligandos de CO, pero ciertos ligandos aceptores-π tales como PF3 e isocianuros pueden producir la tetra-y pentasubstitucion. Muy ilustrativa es la síntesis del complejo de bis(trifenilfosfina): (P(C6H5)3)2Fe(CO)3. Esta transformación puede llevarse a cabo fotoquímicamente, pero también es inducida por la adición de NaOH o NaBH4. El catalizador ataca a un ligando CO, que labiliza a otro ligando CO hacia la sustitución. La electrofilia del Fe(CO)4L es menor que la del Fe(CO)5, por lo que el catalizador nucleófilo, se desacopla y ataca a otra molécula de Fe(CO)5.
Los dienos reaccionan con Fe(CO)5 para dar (dieno)Fe(CO)3, en el que dos ligandos CO han sido sustituidos por una olefina. Muchos dienos se someten a esta reacción, en particular, el norbornadieno y 1,3-butadieno. Uno de los derivados de más importancia histórica es el η4-(ciclobutadienil)tricarbonilhierro(0) [(C4H4)Fe(CO)3], donde el C4H4 es un ciclobutadieno estabilizado al formar el complejo con el metal. Fue preparado por primera vez en 1965 por Rowland Pettit a partir de ciclooctatetraeno:
También son muy interesantes los complejos con los 1,4-ciclohexadienos, que se pueden sintetizar a través de la reducción de Birch. Estos 1,4-dienos isomerizan a los 1,3-dienos al formarse los complejos con el pentacarbonilo de hierro.
El Fe(CO)5 reacciona con el diciclopentadieno para formar [Fe(C5H5)(CO)2]2, un dímero. Este compuesto, denominado "Fp-dímero" puede considerarse un híbrido entre el ferroceno y el pentacarbonilo de hierro, aunque en términos de su reactividad, no se asemeja a ninguno de ellos. Además, tiene 3 posibles isómeros que están en equilibrio en disolución:

### Reacciones rédox
La mayoría de los carbonilos metálicos pueden ser halogenados por una reacción de adición oxidante. Por lo tanto, el tratamiento de Fe(CO)5 con halógenos da los haluros Fe(CO)4X2 (con X = I, Br, Cl):
{\displaystyle \mathrm {Fe(CO)_{5}\ +\ X_{2}\ \longrightarrow \ \ [Fe(CO)_{4}X_{2}]\ +\ CO} }
Estas especies, después del calentamiento pierden CO para dar los haluros ferrosos, tales como cloruro de hierro(II).
La reducción de Fe(CO)5 con Na da el Na2Fe(CO)4, "tetracarbonilferrato" también llamado reactivo de Collman. El dianión es isoelectrónico con el Ni(CO)4, pero muy nucleofílico.
{\displaystyle \mathrm {Fe(CO)_{5}\ +\ 2\ Na\ \longrightarrow \ 2\ Na_{2}[Fe(CO)_{4}]+\ CO} }

### Reacciones ácido-base
El pentacarbonilo de hierro no se protona fácilmente, pero es atacado por hidróxidos. El Tratamiento de Fe(CO)5 con una base acuosa produce [HFe(CO)4]-, la oxidación de los cuales da Fe3(CO)12. La adición de más base al [HFe(CO)4]- produce el carbonilmetalato "tetracarbonilferrato" obtenido en el anterior apartado por reducción. La acidificación de soluciones de [HFe(CO)4]-, da el hidruro de carbonilo metálico correspondiente (el dihidruro de tetracarbonilo de hierro):
{\displaystyle \mathrm {(1)\ Fe(CO)_{5}\ +\ 3\ NaOH\ \longrightarrow \ Na[Fe(CO)_{4}COOH]\ {\xrightarrow {+NaOH}}\ Na[HFe(CO)_{4}]\ +\ NaHCO_{3}} }
{\displaystyle \mathrm {(2a)\ Na[HFe(CO)_{4}]\ +\ NaOH\ \longrightarrow \ Na_{2}[Fe(CO)_{4}]\ +\ H_{2}O} }
{\displaystyle \mathrm {(2b)\ Na[HFe(CO)_{4}]\ +\ H^{+}\ \longrightarrow \ [H_{2}Fe(CO)_{4}]} }

## Aplicaciones
Walter Reppe y Hellmuth Vetter usaron la reacción básica de Hieber para desarrollar un ciclo catalítico para la síntesis de alcoholes a partir de alquenos con Fe(CO)5 como catalizador en atmósfera de monóxido de carbono en medio básico. Concretamente usaron etileno para obtener el 1-propanol:
En Europa, el pentacarbonilo hierro fue utilizado como un agente antidetonante en la gasolina, en lugar de tetraetilo de plomo. Dos aditivos más modernos para combustibles alternativos son el ferroceno y tricarbonilo metilciclopentadienil manganeso.